# Karl Dietrich von Münchow

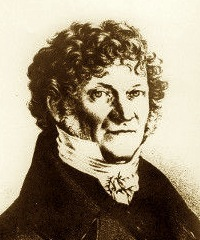
Karl Dietrich von Münchow

Karl Dietrich von Münchow (29. Juli 1778 in Potsdam – 30. April 1836 in Bonn) war Mathematiker und Astronom. Er wirkte an der Universität zu Jena und ab 1819 an der Universität Bonn.

## Leben
Seine Eltern waren Georg Friedrich Wilhelm von Münchow (* 1744) und Charlotte Käbicke († 1829) (auch Köpke genannt). Der Vater war Gutsherr auf Groß-Satspe in Pommern, teils zum Kreis Fürstenthum zugehörig, welches über mehrere Generationen in Familienhand war, und er war zeitweise aktiver Offizier im Inf.- Regiment Nr. 19. Die Begüterung ging als Erbe an den Bruder des Vaters.
Münchow ging in Küstrin zur Schule. Mathematik lernte er aus Büchern. Sein Vater schickte ihm 1794 auf die Kadettenanstalt nach Berlin. Im Jahr darauf musste er in die Armee einrücken und nahm als Fähnrich am Ersten Koalitionskrieg gegen Frankreich teil. 1796 wurde er Leutnant und war mehrere Jahre in Westfalen und Niedersachsen unterwegs. Ab 1797 hat er dort topografische Karten erstellt. Sein Widerwille gegen alles Militärische brachte ihn dazu, nach dem Tode seines Vaters 1802, sein Leben zu verändern. 1803 fing von Münchow das Studium der Philosophie und insbesondere der Mathematik in Halle an.
Schon 1810 erhielt er den Ruf auf ein Extraordinariat für Philosophie an der Universität Jena mit Lehrauftrag Mathematik, nachdem er dort mit der Arbeit De tractoriis geometricis atque carum cum traiectoriis orthogonalibus congruentia promoviert wurde. Im Jahr danach entschloss sich der Landesherr Herzog Karl August von Sachsen-Weimar zur Errichtung einer Sternwarte im Garten des Schillerhauses in Jena. Die Bauüberwachung übernahm Johann Wolfgang von Goethe. Am Geburtstag des Herzogs, dem 3. September 1813, konnten die ersten Fixsterndurchgänge beobachtet werden. Von Münchow war der erste Direktor der Sternwarte in Jena.
Schon ein Jahr nach der Gründung der Universität Bonn 1818 wurde von Münchow als erster Ordinarius für Astronomie nach Bonn berufen. Für seine Ernennung hatte er sich den Bau einer modernen Sternwarte bedungen, wofür ein Platz am Alten Zoll in Bonn vorgesehen war. Auch brauchte er Personal für Wartung, Geld für einen Studenten und eine Dienstwohnung. Alles wurde zugesagt. 1819 bezog er ein Haus Am Alten Zoll. Noch in dem Jahr kaufte er ein 8,3 cm Dollond-Fernrohr, womit er im Laufe der Jahre viele sehr genaue Messungen durchführte.
1820 wurde ein erster Entwurf für eine neue Sternwarte erstellt. Aber ein Jahr später teilte das preußische Ministerium lapidar mit, es stünden doch keine Fonds zur Verfügung. Sein Frust darüber zeigte sich in einem Bericht zur Ankündigung eines neuen Kometen: … bei dem Mangel an Anstalten und Instrumenten … Aber er forschte im vorhandenen Provisorium weiter. 1832 machte er hervorragend genaue Messungen vom Merkurdurchgang.
Ab 1821 wurde ihm auch die Leitung des physikalischen Kabinetts übertragen, dazu die Lehre in Experimentalphysik. Er untersuchte unter anderem den Volta-Effekt. Im Studienjahr 1822/23 war er Rektor. Es hatte sich die Unsitte etabliert, dass Studenten in den Vorlesungen rauchten oder sogar Hunde mitbrachten. Von Münchow hielt im Hörsaal eine Strafrede, die eines preußischen Offiziers würdig war. Die Studenten fühlten sich schwer beleidigt und nach ihrer abendlichen Versammlung wurde eine Ehrenerklärung des Rektors gefordert. Der Streit wurde aber beigelegt.
Wegen seiner Erfahrungen als Schüler und Student war ihm die Didaktik sehr wichtig. Er veröffentlichte 1826 in Bonn ein ausführliches (aber eigenwilliges) Lehrbuch über Mathematik.
Am 18. Oktober 1819 wurde Karl Dietrich von Münchow mit dem akademischen Beinamen Copernicus zum Mitglied (Matrikel-Nr. 1145) der Leopoldina gewählt.
Seine Ehefrau wurde Karoline Henriette von Boden († 29. Februar 1835 in Bonn). Angaben über Nachfahren liegen nicht vor.
Er starb 1836 in Bonn. Sein Nachfolger wurde Friedrich Wilhelm August Argelander.

## Schriften
- Ueber die Versechsfachung der Bilder, welche einige isländische Krystalle zeigen, und die sich dabei hervorthuende sonderbare Brechung des Lichts. In: Annalen der Physik, 44, Leipzig 1813, S. 24–50 Digitalisat
- Grundlehren der ebenen und sphaerischen Trigonometrie, in rechnender Entwickelungsweise dargestellt. Marcus, Bonn 1826 Digitalisat